# Patrick Versluys
Pour les articles homonymes, voir Versluys.
Patrick Versluys, né le 5 septembre 1958, est un coureur cycliste belge. 

## Biographie
Professionnel de 1980 à 1988, il s'est principalement illustré sur les courses flandriennes.

## Palmarès

### Palmarès amateur
- 1976
  - 2e du Trophée des Flandres
- 1978
  - 2e du championnat de Belgique militaires sur route
- 1979
  - 2e de la Flèche flamande
  - 2e du Tour de Wallonie
- 1980
  - Champion de Flandre-Orientale
  - 2e de la Flèche flamande
  - 2e du Zesbergenprijs Harelbeke

### Palmarès professionnel
- 1981
  - Circuit du Pays de Waes
  - Championnat des Flandres
  - 3e du Samyn
  - 3e du Grand Prix de Wallonie
  - 3e du Circuit de la vallée de la Lys
  - 3e du Grand Prix Frans Verbeeck
- 1982
  - Leeuwse Pijl
  - 7e du Tour des Flandres
  - 8e de Milan-San Remo
- 1983
  - Flèche hesbignonne-Cras Avernas
  - Circuit de la vallée de la Lys
  - 3e du Grand Prix Raymond Impanis
  - 7e de Paris-Roubaix
- 1984
  - Circuit Mandel-Lys-Escaut
  - 2e de la Nokere Koerse
  - 3e de l'Amstel Gold Race
  - 8e de Paris-Roubaix
- 1985
  - Grand Prix de Denain
  - 2e de la Nokere Koerse
  - 4e de l'Amstel Gold Race
- 1986
  - Flèche côtière
  - 3e du Grand Prix de Wallonie
  - 9e de Paris-Roubaix
- 1987
  - 2e de Paris-Roubaix
- 1988
  - Nokere Koerse

## Résultats sur les grands tours

### Tour de France
2 participations
- 1982 : 94e
- 1984 : abandon (10e étape)

### Tour d'Espagne
1 participation 
- 1986 : abandon (3e étape)

### Note
1. ↑  Du 1er janvier 1988 au 31 juillet 1988